# Окиобело
Окиобело (итал. Occhiobello) је насеље у Италији у округу Ровиго, региону Венето.
Према процени из 2011. у насељу је живело 1991 становника. Насеље се налази на надморској висини од 7 м.

## Географија
| Клима (Окиобело)           | Клима (Окиобело) | Клима (Окиобело) | Клима (Окиобело) | Клима (Окиобело) | Клима (Окиобело) | Клима (Окиобело) | Клима (Окиобело) | Клима (Окиобело) | Клима (Окиобело) | Клима (Окиобело) | Клима (Окиобело) | Клима (Окиобело) | Клима (Окиобело) |
| Показатељ \ Месец          | .Јан.            | .Феб.            | .Мар.            | .Апр.            | .Мај.            | .Јун.            | .Јул.            | .Авг.            | .Сеп.            | .Окт.            | .Нов.            | .Дец.            | .Год.            |
| -------------------------- | ---------------- | ---------------- | ---------------- | ---------------- | ---------------- | ---------------- | ---------------- | ---------------- | ---------------- | ---------------- | ---------------- | ---------------- | ---------------- |
| Средњи максимум, °C (°F)   | 4,1 (39,4)       | 7,4 (45,3)       | 12,7 (54,9)      | 17,3 (63,1)      | 22,0 (71,6)      | 26,4 (79,5)      | 29,1 (84,4)      | 28,5 (83,3)      | 24,2 (75,6)      | 17,6 (63,7)      | 10,8 (51,4)      | 5,6 (42,1)       | 29,1 (84,4)      |
| Средњи минимум, °C (°F)    | −0,9 (30,4)      | 0,8 (33,4)       | 4,7 (40,5)       | 8,6 (47,5)       | 12,8 (55)        | 16,5 (61,7)      | 18,8 (65,8)      | 18,6 (65,5)      | 15,4 (59,7)      | 10,4 (50,7)      | 5,4 (41,7)       | 1,1 (34)         | −0,9 (30,4)      |
| Количина падавина, mm (in) | 39 (15,4)        | 41 (16,1)        | 53 (20,9)        | 62 (24,4)        | 62 (24,4)        | 61 (24)          | 44 (17,3)        | 47 (18,5)        | 56 (22)          | 75 (29,5)        | 64 (25,2)        | 48 (18,9)        | 652 (256,6)      |
| [ тражи се извор ]         |                  |                  |                  |                  |                  |                  |                  |                  |                  |                  |                  |                  |                  |

## Становништво
| 1931. | 1936. | 1951. | 1961. | 1971. | 1981. | 1991. | 2001. | 2011.  |
| ----- | ----- | ----- | ----- | ----- | ----- | ----- | ----- | ------ |
| 6.204 | 6.076 | 6.020 | 5.465 | 6.783 | 8.735 | 9.190 | 9.979 | 11.351 |